# 751
751 (DCCLI) fue un año común comenzado en viernes del calendario juliano, en vigor en aquella fecha.

## Acontecimientos
- Los árabes derrotan a los chinos en la Batalla del Talas, a orillas del río Talas en Asia Central.
- Pipino el Breve, rey de los francos, comienza la dinastía carolingia.
- Caída de Rávena en poder de los lombardos. Fin de la presencia bizantina en el norte de Italia.
- La dinastía Merovingia, controladora de la actual Francia, Bélgica, parte de Alemania y de Suiza cae.

## Nacimientos
- Carlomán I, rey de Austrasia.